# NEWS小山のおしゃキャン!どう?
『NEWS小山のおしゃキャン！どう？』（ニュースこやまのおしゃキャン！どう？）は、フジテレビ（関東ローカル）で2023年1月31日（1月30日深夜）から毎月1回火曜日1:25 - 1:55（JST、月曜日深夜）に放送されているバラエティ番組である。

## 概要
ジャニーズ事務所きってのキャンプ好きであり、キャンピングカーとアウトドアを愛好する著名人を表彰する「第11回キャンピングカーアワード」を受賞したNEWSの小山慶一郎が、とにかく“お洒落なキャンプ”通称“おしゃキャン”を提案するアウトドア番組である。2022年の2回のパイロット版の放送を経て、2023年1月より月1放送のレギュラー番組となった。

## 出演者
- 小山慶一郎（NEWS）
- ゲスト

## 放送リスト・ゲスト

### パイロット版
- NEWS小山のおしゃキャン！どう？（2022年9月5日（月）25:35 - 26:05、ゲスト　二階堂高嗣（Kis-My-Ft2）） [2]
- NEWS小山のおしゃキャン！どう？2回目（2022年11月25日（金）25:30 - 26:00、ゲスト　二階堂高嗣（Kis-My-Ft2））[3]

### レギュラー回
| 回 | 放送日         | ゲスト                                               | 備考 |
| -- | -------------- | ---------------------------------------------------- | ---- |
| 01 | 2023年01月30日 | 二階堂高嗣（Kis-My-Ft2）                             |      |
| 02 | 2023年02月27日 | 二階堂高嗣（Kis-My-Ft2）                             |      |
| 03 | 2023年03月20日 | 二階堂高嗣（Kis-My-Ft2）                             |      |
| 04 | 2023年04月17日 | 二階堂高嗣（Kis-My-Ft2）                             |      |
| 05 | 2023年05月22日 | 八乙女光（Hey! Say! JUMP)                            |      |
| 06 | 2023年06月19日 | 八乙女光（Hey! Say! JUMP)                            |      |
| 07 | 2023年07月24日 | 二階堂高嗣（Kis-My-Ft2）                             |      |
| 08 | 2023年08月21日 | 二階堂高嗣（Kis-My-Ft2）                             |      |
| 09 | 2023年09月18日 | 森田哲矢（さらば青春の光）                           |      |
| 10 | 2023年10月23日 | 二階堂高嗣（Kis-My-Ft2）                             |      |
| 11 | 2023年11月20日 | 福田悠太、辰巳雄大、越岡裕貴、松崎祐介（ふぉ〜ゆ〜） |      |
| 12 | 2023年12月18日 | 福田悠太、辰巳雄大、越岡裕貴、松崎祐介（ふぉ〜ゆ〜） |      |
| 13 | 2024年01月22日 | 二階堂高嗣（Kis-My-Ft2）                             |      |
| 14 | 2024年02月19日 | 二階堂高嗣（Kis-My-Ft2）                             |      |
| 15 | 2024年03月18日 | 橋本涼、作間龍斗（HiHi Jets）                        |      |
| 16 | 2024年04月22日 | 橋本涼、作間龍斗（HiHi Jets）                        |      |
| 17 | 2024年05月20日 | 川島如恵留、吉澤閑也（Travis Japan）                 |      |
| 18 | 2024年06月17日 | 川島如恵留、吉澤閑也（Travis Japan）                 |      |
| 19 | 2024年07月22日 | 松島聡（timelesz）                                   |      |

## スタッフ
- プロデューサー - 岡本栄史、松田朋子
- 構成 - 安田聡太、大平将貴
- 技術協力 - アイゼンフローレス、ジーリンクスタジオ
- スタイリスト - 三島和也
- メイク - KEIKO、丹澤由梨子
- 編集 - 宮崎章司
- MA - 奴賀貴幸
- 音効 - 辰巳拓也
- 広報 - 柳田麻衣
- FOD - 野村和生
- 協力 - ジャニーズ事務所
- 制作協力 - KamSha